# Мети Кърлиу
Мети Кърлиу (на албански: Meti Kërliu; на македонска литературна норма: Мети Крлиу) е югославски партизанин, деец на НОВМ и политик от Социалистическа република Македония (СРМ).

## Биография
Роден е на 30 юни 1923 година в град Дебър. Влиза в комунистическата съпротива през 1941 година, а от 1943 е член на МКП. След като става партизанин е политически комисар на батальон, член на бригаден комитет на МКП и заместник-командир на военно окръжие. След Втората световна война завършва висша педагогическа школа в Скопие. По-късно е секретар на Религиозната комисия към правителството на СРМ. В различни периоди е директор на училище, управител на център за професионална ориентация, председател на Плановата комисия към Околийския народен комитет на Скопие, председател на Събранието на община Гьорче Петров, заместник-председател на Събранието на град Скопие, член на ЦК на МКП. От 1970 година е член на Секретариата на ЦК на МКП. От 1971 до 1974 е заместник-председател на Изпълнителния съвет на СРМ. Носител е на Партизански възпоменателен медал 1941 година.